# Angelika Lingemann
Angelika Lingemann (* vor 1945) ist eine ehemalige deutsche Schauspielerin.

## Leben und Wirken
Ihre Ausbildung in den Bereichen Schauspiel und Lehramt machte Angelika Lingemann an der Freien Universität Berlin, der Hochschule für Musik und Darstellende Kunst Berlin und der Hochschule Esslingen. Zwischen 1966 und 1972 wirkte sie in einigen deutschen Fernsehproduktionen mit. In der Serie Ein Chirurg erinnert sich (1972) bekleidete sie eine Hauptrolle.

## Filmografie (Auswahl)
- 1966: Preis der Freiheit (Fernsehfilm)
- 1970: Unter Kuratel (Fernsehfilm)
- 1972: Ein Chirurg erinnert sich (Fernsehserie, 5 Folgen)

## Weblink
- Angelika Lingemann bei IMDb